# Eric Hebborn
Eric Hebborn (* 20. März 1934 in London; † 11. Januar 1996 in Rom) war ein britischer Maler und Kunstfälscher.

## Leben und Wirken
Hebborn wuchs in tristen sozialen Verhältnissen in South Kensington auf, zeigte aber schon früh malerisches Talent und durfte bereits als 15-Jähriger im Maldon Art Club ausstellen.
Als Student an der Royal Academy of Arts gewann er den Silver Award und erhielt 1959 ein Romstipendium. In Rom soll ihn der Kunsthistoriker und Spion Anthony Blunt auf die Ähnlichkeit seiner Arbeiten mit jenen von Nicolas Poussins hingewiesen haben.
Hebborn arbeitete in der Folge für den Restaurator George Aczel, wobei er auch „Verbesserungen“ anbringen durfte. Seine ersten „echten“ Fälschungen waren Zeichnungen auf Papier nach Augustus John.
Hebborn übersiedelte in der Folge mit seinem Lebenspartner Graham David Smith nach Italien und begann in großem Stil, Bilder von Malern wie Corot, Castiglione, Mantegna, Van Dyck, Poussin, Ghisi, Tiepolo, Rubens, Jan Breughel und Piranesi zu fälschen. Kunsthistoriker wie John Pope-Hennessy erklärten seine Werke für echt, und diese erbrachten hohe Erlöse bei Auktionen.
1978 entdeckte jedoch Konrad Oberhuber, Kurator an der National Gallery of Art in Washington, D.C., dass zwei gerade erworbene Arbeiten auf Papier verschiedener Künstler die gleiche Art von Papier als Untergrund verwendeten. Der Kunsthändler Colnaghi verwies auf seinen Lieferanten Hebborn. Dieser blieb aber unbehelligt und soll zwischen 1978 und 1988 noch etwa 500 weitere Fälschungen begangen haben. 1984 bekannte sich Hebborn aber, ähnlich wie zuvor Tom Keating, zu seinen Fälschungen und attackierte die Kunstwelt, ihre Cliquen und Experten, so auch in seinem Buch Drawn to Trouble (1991).
Am 8. Januar 1996, kurz nach der Publikation der italienischen Ausgabe seines Kunstfälscherhandbuchs, wurde Hebborn in Rom mit schweren Kopfverletzungen aufgefunden. Er starb drei Tage später an den Folgen eines Schlages mit einem stumpfen Gegenstand.
Ein Dokumentarfilm der BBC wurde 1991 produziert: Eric Hebborn: Portrait Of A Master Forger. Darin gibt er an, eine Leonardo-da-Vinci-Zeichnung (den Karton zu „Hl. Anna Selbdritt“), die versehentlich zerstört worden war, neu aufs Papier gebracht zu haben.

## Schriften
- Drawn to Trouble. The forging of an artist; an autobiography. Mainstream Publ., Edinburgh 1991, ISBN 1-85158-369-6.
- Art Forger's Handbook. Confessions of a master forger. The updated autobiography. Overlook Press, Woodstock, N.Y. 1997, ISBN 1-58567-626-8.
  - deutsch: Der Kunstfälscher. DuMont, Köln 2003, ISBN 3-8321-7295-5 (EA Köln 1999).